# Det finns dagar
Det finns dagar är ett musikalbum från 1997 med Monica Zetterlund där hon sjunger sånger av Jan Sigurd.

## Låtlista
Text och musik av Jan Sigurd där ej annat anges.
1. Var har du varit – 4'15
2. Måne över Stureplan – 3'32 (fritt efter "Moon over Bourbon Street" av Sting)
3. Ellen' – 4'15 (musik Jan Sigurd/Thomas Hallberg)
4. Kanske är det kärlek – 4'03 (musik Jan Sigurd/Thomas Hallberg)
5. Det finns dagar – 3'17
6. Sista gången du var med – 4'42
7. Sov lilla pappa – 3'16 (musik Jan Sigurd/Rolf I Nilsson)
8. Dansa långsamt – 3'00
9. Som för längesen – 2'58
10. Vindarnas torg – 4'07
11. Absolut ingenting – 2'22
12. Goda grannar – 3'37
13. När fick den vatten sist – 3'55 (musik Per-Anders Tengland)
14. Mannen från igår – 2'48
15. Kärlekens haveri – 2'22

## Medverkande i urval
- Monica Zetterlund – sång
- Ulf Andersson – saxofoner, flöjt, orkesterdirigering
- Jan Sigurd – piano
- Thomas Hallberg – gitarr
- Rune Carlsson – trummor
- Jan Adefelt – bas

## Listplaceringar
| Lista (1997) | Topplacering |
| ------------ | ------------ |
| Sverige      | 18           |